# Datación

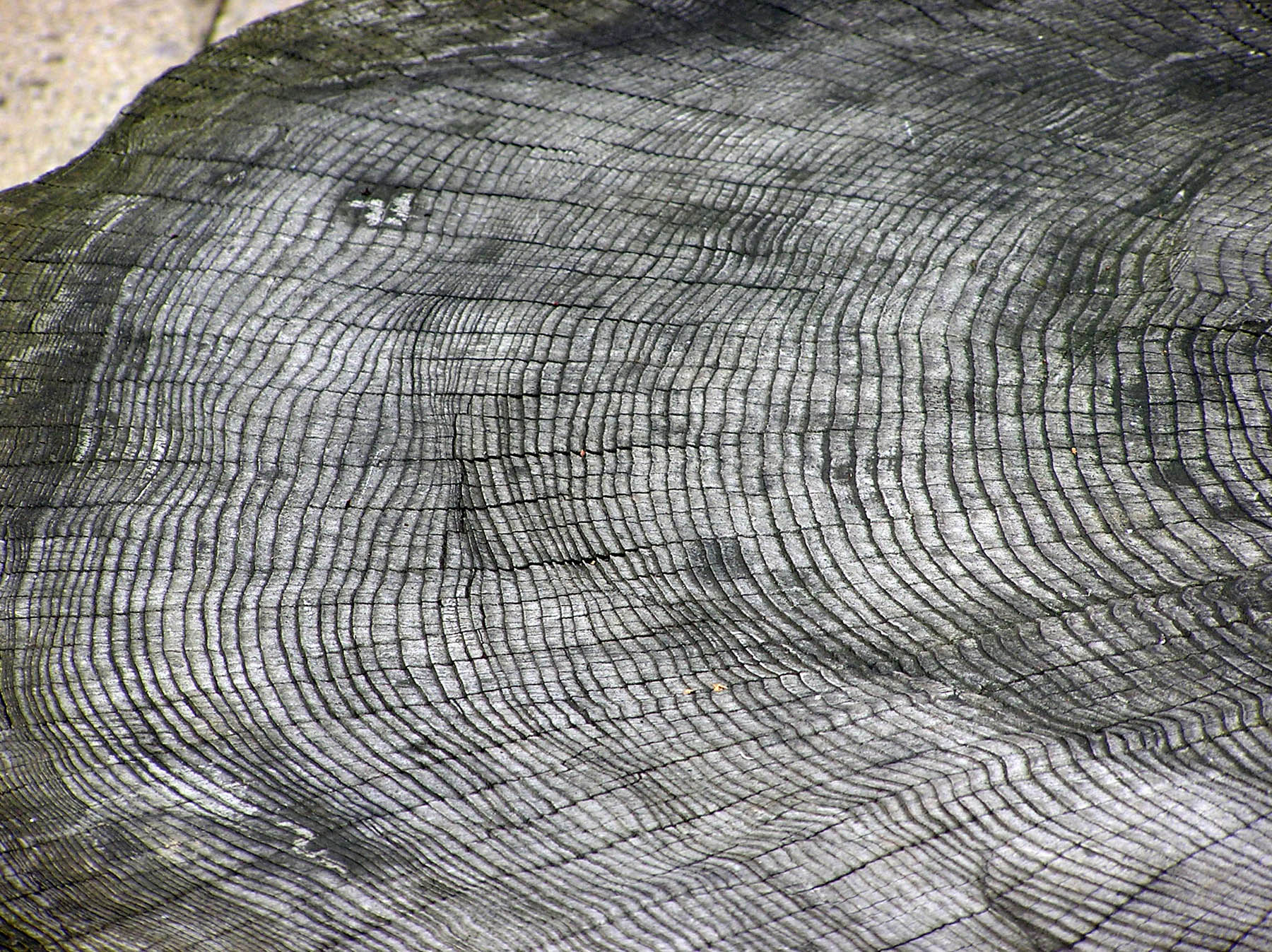
La dendrocronología es un método de datación por el cual se puede determinar la edad de un árbol a partir de los anillos del tronco.

La datación es el acto de atribuir un tiempo o una fecha a un suceso o a un objeto. Para ello se han ido desarrollando con el tiempo diferentes métodos que han sido o son todavía utilizados por una o más disciplinas. Algunos ejemplos bien conocidos de ciencias o actividades que recurren a uno o más métodos de datación son: la historia, la arqueología, la geología, la paleontología, la astronomía e incluso la criminalística (para determinar, por ejemplo, cuándo un crimen ha sido cometido).
En los métodos de datación, las fechas anteriores a la era cristiana se usan con el símbolo «menos» para referirse a antes de Cristo, y un símbolo «más» para referirse a después de Cristo, y en muchas ocasiones están precedidas por el prefijo ca, que indica una fecha aproximada. En el caso de los siglos, estos están escritos en números romanos.

## Etimología
Los términos «datar» y «datación» provienen del latín charta data ('carta dada'). Efectivamente, en los antiguos documentos romanos en latín las data eran cartas precedidas por el lugar y la fecha en que habían sido producidos.

## Métodos de datación
Hasta hoy en día los métodos de datación se han venido clasificando en dos tipos diferentes: los métodos de datación relativa y los métodos de datación absoluta.
- Datación relativa. De una manera general puede decirse que los métodos de datación relativa se basan en la observación de objetos o elementos entre los que hay una relación de anterioridad y de posterioridad. Por lo tanto no permiten determinar de manera fiable, sino muy aproximada y especulativa, una datación determinada en una escala de tiempo. Antes de la llegada de los métodos de datación absoluta, la estratigrafía (resultante de la observación de las capas estratigráficas de las rocas) era, por ejemplo, un método de datación relativa abundantemente utilizado en arqueología, geología y paleontología.

- Datación absoluta. Los métodos de datación absoluta se basan en el análisis de un referente situado en el presente pero del que se sabe, o se pretende saber, que se ha comportado con regularidad a lo largo del tiempo. Esta regularidad permite calcular la cantidad de tiempo atravesada por el referente gracias a la observación del número de modificaciones adquiridas por el elemento usado como referente. Por ejemplo, los métodos de datación radiométrica se basan en la regularidad, estable en el tiempo, que presenta la desintegración de los isótopos radiactivos.

## Métodos de datación relativa
Estos recurren a la ordenación en el tiempo de los materiales según su posición en el medio terrestre. Es decir, en un yacimiento se podrán ver como más antiguos los fósiles encontrados más al fondo -en el interior-, y como más recientes los encontrados en la parte superior. Este sería pues un método simplemente deductivo y claramente relativo ya que no se pueden situar los elementos a datar en una escala cronológica.
- La superposición de estratos y su ordenación consecutivamente sería un método de datación relativa teniendo en cuenta que los más antiguos están debajo de los más recientes. No produce medidas directas de tiempo, pero ha sido muy empleado para la datación de estratos sedimentarios.

#### Otros métodos
- Principio de sucesión biótica: los organismos fósiles se sucedieron unos a otros en un orden definido y determinable.

Como dato explicativo, gracias a las partes duras de ciertos animales —por ejemplo conchas— se conseguirán datos cronográficos debido a sus sucesivos recubrimientos. De ahí se dedujo la variación en el número de días que poseía un año en diferentes periodos geológicos. Los tetracorales del Devónico por ejemplo, presentarán 396 anillos -o días-, los del Silúrico 402, los del Cámbrico 424.
- El estudio del polen, puede abarcar cronologías con antigüedades de entre 12.000 y 15.000 años.
- El Principio de horizontalidad original significa que las capas de sedimentos se sitúan en una posición horizontal, esto quiere decir, que si un estrato está plano, no ha sufrido perturbación y mantiene su horizontalidad original.
- Principio de intersección: la falla o la intrusión es más joven que la roca afectada.
- Las inclusiones proporcionan otro método para datar.En este caso, la masa de rocas adyacentes a la que contiene la inclusión debe haber estado allí primero para proporcionar los fragmentos de roca,es decir, la que contiene la inclusión es la más joven.

## Métodos de datación absoluta
Actualmente disponemos de procedimientos cronográficos y cronométricos basados en el estudio en detalle de estratos, cálculos astronómicos y métodos físico-químicos, permitiéndonos determinar la edad absoluta -la edad absoluta de una roca es el tiempo transcurrido desde su formación hasta nuestros días-.

### Datación cronográfica

#### La dendrocronología
La dendrocronología se basa en el estudio de los anillos anuales de los árboles, aplicable también a los fósiles. Año tras año, los árboles van aumentando el diámetro de su tronco debido al paso del invierno para protegerse del frío y fortalecer su crecimiento (pudiendo ser este proceso más o menos notable), generando con ello nuevos anillos. Así pues, con el estudio del número y grosor de los anillos se deduce el tiempo transcurrido y las condiciones de vida del vegetal. Gracias a yacimientos ininterrumpidos de fósiles se puede abarcar una datación relativa de hasta 11 000 años.

### Cronografía de varvas
Cronografía de varvas es un método estratigráfico que permite establecer medidas de años absolutas. Se basa en el estudio de lagos glaciares, dando medidas absolutas al seguir activos o relativas al haber desaparecido con el tiempo, quedando la huella de su presencia en forma de depósitos sedimentarios.
Se estudia la deposición de arcillas y depósitos limosos, dispuestos en estratos. Estos vienen a ser más claros cuando están compuestos por limos y arenas (depositados en verano), y más oscuros y arcillosos, con presencia de residuos orgánicos (depositados en invierno). El conjunto de un estrato de verano y otro de invierno constituye una varva. El número total facilita pues un valor de tiempo total absoluto o relativo. Este procedimiento abarca datos cronométricos de hasta 25.000 años, limitándose a regiones donde se hayan producido dichos estratos (presencia de lagos glaciares).

### Dataciones astronómicas
Están basadas en oscilaciones prolongadas de la radiación solar, motivadas por variaciones periódicas de la inclinación del eje de rotación de la Tierra, de la excentricidad de su órbita y del equinoccio. Estas variaciones deben haber alterado las condiciones climáticas del planeta y por tanto se verán reflejadas cronológicamente en el medio, aunque los resultados obtenidos son ambiguos.

### Dataciones físico-químicas
Estos son los que aportan los datos más antiguos destacando los métodos de datación radiométrica. Se basan en determinar en las rocas las trazas de elementos radiactivos que contienen. Los elementos químicos se pueden encontrar en la naturaleza bajo distintas formas, todas ellas con el mismo número de protones pero se diferencian en el número de neutrones. La forma más usual es la que conocemos del elemento químico en cuestión, que suele ser más del 95 % del total del elemento presente en la naturaleza. Las otras formas son isótopos estables e isótopos radiactivos. Por ejemplo, el carbono conoce su forma elemental 12C, un isótopo estable 13C y un isótopo radiactivo 14C. Las técnicas radiométricas se fundamentan en que un isótopo radiactivo va reduciendo su radiactividad de forma constante a partir del momento de la formación de la roca. El segundo supuesto es que los isótopos radiactivos se desintegran irreversiblemente siguiendo una ecuación exponencial:
			 dP/dt = -xP
			 (siendo P la cantidad de elementos iniciales durante el tiempo t, x el índice de proporcionalidad propio de cada elemento)
Esta relación implica que la velocidad de desintegración del elemento no es constante. Los periodos de pérdida de radiactividad varían de un isótopo a otro, pero para un mismo elemento tienen valores característicos. Gracias a esto se puede definir el periodo de semidesintegración (vida mitad) como el tiempo necesario para que un elemento reduzca su abundancia radiactiva a la mitad. Este tiempo pudiendo ir desde varios segundos hasta 10 000 millones de años. Gracias a estos productos de semidesintegración se puede determinar la edad absoluta de las rocas que contienen los elementos en cuestión.
Los diferentes elementos usados en las dataciones físico-químicas son estos:
- El conocido carbono 14, que abarca un espacio máximo de tiempo de 70 000 años (véase Datación por radiocarbono).
- El método del plomo, sirviéndose de tres series de desintegración, es también muy empleado. Son utilizados los isótopos uranio 238 238U, uranio 235 235U, y torio 232 232Th, todos ellos acaban convirtiéndose en plomo, permitiendo determinar cronologías hasta la era Precámbrica (época a la que también llega el método del hielo).
- El método de potasio-argón, usando el potasio radiactivo 40K, convirtiéndose en 11% de Ar y 89% de Ca.
- El método del rubidio-estroncio, se basa en la transformación de 87Rb en 87Sr, emitiendo partículas beta (ß). Estos y otros elementos químicos de la serie de transición se utilizan para cronologías que van desde los 5000 hasta los 120 000 años.

Todos estos métodos descritos arriba no son muy efectivos en rocas sedimentarias ya que se dividen de otras rocas previamente formadas y sometidas a procesos erosivos: sin embargo, ofrecen buenos resultados en las rocas ígneas. Además, las técnicas y aparatos de medida de estos métodos presentan errores en la determinación volviendo complejo el estudio de los materiales geológicos.
- El método huellas de fisión, se emplea para determinar la edad de micas y feldespatos basándose en un simple recuento de las trazas de desintegración espontánea de núcleos atómicos pesados (como 238U,235U,232U).

Junto a estos procedimientos radiactivos, los métodos de análisis paleomagnéticos permiten el estudio de materiales volcánicos y se basan en determinar la orientación e intensidad del campo magnético de las rocas que depende de la polaridad de la Tierra en el momento de la formación de dichos materiales.